# Josef Meisinger (Politiker)
Josef Meisinger (* 11. September 1943 in Feldkirchen an der Donau) ist ein ehemaliger österreichischer Politiker (FPÖ). Meisinger war von 1990 bis 1999 Abgeordneter zum Österreichischen Nationalrat.
Meisinger besuchte von 1949 bis 1954 die Volksschule und danach bis 1958 die Hauptschule. Meisinger erlernte im Anschluss den Beruf des Modelltischlers und legte die Meisterprüfung ab, 1963 leistete er den Präsenzdienst ab. Nach seiner Ausbildung war Meisinger bei verschiedenen Unternehmen als Modelltischler tätig und ab 1972 als Terminsachbearbeiter und Angestellter bei der VOEST-Alpine-Stahl beschäftigt. 
Meisinger war ab 1980 Gemeinderat in Feldkirchen an der Donau und übernahm von 1980 bis 1990 die Funktion des Obmanns der FPÖ-Gemeinderatsfraktion. Ab 1990 war Meisinger Mitglied der Landesparteileitung der FPÖ Oberösterreich und wurde 1994 zum Bezirksparteiobmann der FPÖ Urfahr-Umgebung gewählt. Ab 1994 wurde er zudem Kammerrat der Arbeiterkammer Oberösterreich. Meisinger vertrat die FPÖ vom 5. November 1990 bis zum 28. Oktober 1999 im österreichischen Nationalrat. Er erzielte 1994 ein Direktmandat im Wahlkreis Mühlviertel.